# James Newton
James Weldon Newton (Los Angeles, 1 mei 1953) is een Amerikaanse jazzfluitist, dirigent, componist en hogeschoolleraar.

## Carrière
Newton bracht vijf jaar van zijn kindertijd door in Duitsland, waar zijn vader als beroepsmilitair was gestationeerd. Op de highschool leerde hij spelen op de dwarsfluit. Bijkomend bij het aldaar klassieke onderricht nam hij ook jazzonderricht. Daarvoor had hij dezelfde fluitleraar als Eric Dolphy, namelijk Buddy Collette. Tijdens het midden van de jaren 1970 speelde hij in de band van de drummer Stanley Crouch. Sinds 1978 woonde Newton in New York, waar hij met muzikanten als Cecil Taylor en Lester Bowie speelde en waar hij een trio oprichtte met de pianist en componist Anthony Davis en de cellist Abdul Wadud. De drie speelden naast kamermuzikale jazz ook third stream-composities van Newton en Davis. Met Davis richtte hij ook een kwartet op, dat ook succesvol was in Europa. Daarnaast nam hij als onbegeleide solist meerdere platen op en bracht conceptalbums uit, bijvoorbeeld met muziek van Duke Ellington.
Sinds de late jaren 1980 werkte Newton vaak met muzikanten uit andere culturen samen, zoals Jon Jang, Gao Hong en Kadri Gopalnath, en hield hij zich bezig met Indische en Chinese muziek. Daarnaast behoorde hij ook tot de eerste publicatie van de Charles Mingus Dynasty Band en was hij betrokken bij projecten van de klarinettist John Carter, de saxofonist David Murray, de violist Leroy Jenkins en de drummer Andrew Cyrille. Sinds ongeveer tien jaar is Newton uitgebreid actief in de klassieke muziek en dirigeert hij kamermuziekensembles en symfonieorkesten in de Verenigde Staten en Europa. Bovendien schrijft hij vooral kamermuzikale stukken in het postseriële taalgebruik en balletmuziek.

## Jurisdictie
In 2002 diende Newton een aanklacht in tegen The Beastie Boys. Essentiële gedeelten van zijn compositie Choir werden voor diens hit Pass the Mic gesampeld. Zijn eis voor het Amerikaanse bondsgerecht werd afgewezen, omdat het label ECM Records, dat als uitgever van de opname dienst deed, zonder zijn medeweten voor een eenmalig honorarium van duizend dollar de rechten had afgestaan.

## Onderscheidingen
Newton werd 23 achtereenvolgende keren door het magazine DownBeat als topfluitist genomineerd. Hij kreeg studiebeurzen van de Guggenheim- en de Rockefeller Foundation. Platen zoals Luella werden onderscheiden met de Montreux Grande Prix Du Disque en met het Down Beat International Critics Jazz Album van het jaar.

## Discografie
- Echo Canyon (solo) (Celestial Harmonies)
- Luella (Gramavision)
- Romance and Revolution (Blue Note Records)
- The African Flower (Blue Note Records)
- Suite for Frida Kahlo (Audio Quest)
- Buddy Collette Quintet feat. James Newton: Flute Talk (Soul Note)
- Flute Force 4 (fluitkwartet met Henry Threadgill, Eustache Pedro, Magdaluyo Melecio) (Black Saint)
- Southern Brothers (met Kadri Gopalnath & Puvalur Srinivasan) (WaterLily)
- San Francisco Contemporary Music Players/James Newton: ... As the Sound of Many Waters (New World Records)

- Bibliothèque nationale de France: cb13897938p (data)
- Gemeinsame Normdatei: 134472764
- International Standard Name Identifier: 0000 0001 1470 6432
- Library of Congress Control Number: n82155200
- MusicBrainz: 5fa6d546-430c-4e18-b911-09b4560242a2
- Nationale Bibliotheek van Tsjechië: ola2002157668
- Nationale Bibliotheek van Israël: 987007436409405171
- Nederlandse Thesaurus van Auteursnamen: 075111012
- SNAC: w6wq2gxs
- Système universitaire de documentation: 160319676
- Virtual International Authority File: 35809558
- WorldCat: E39PBJbRhd39Yc3wkj4gWryGHC